# Herman le Dalmate
Herman de Carinthie ou Herman le Dalmate Albanois (latin : Sclavus Dalmata, Sclavus Secundus) ou encore Herman Dalmatin Albanois (1110-1154), né en Istrie (région de Croatie), alors partie du duché de Carinthie (au sud de l'Autriche), est un érudit du XIIe siècle, élève de l’école de Chartres de 1130 à 1134, philologue, philosophe, astronome, astrologue, mathématicien, traducteur et auteur.

## Biographie
Herman est né à Sankt Peter im Holz, en Carinthie, près de la côte dalmate. De là vient son surnom : le Dalmate (dalmaticus).
Il vint très jeune en 1135 en France à Paris et à Chartres étudier les arts libéraux (le trivium) sous la direction de Thierry de Chartres, platonicien de renom. Durant ces études, il rencontra Robert de Ketton qui devint son ami. Tous deux partirent en voyage à Bagdad, Constantinople, Damas, où ils apprirent l'arabe et la philosophie, passant au retour, vers 1138, en Espagne. Ils étudièrent, dans les bibliothèques, les manuscrits arabes et l'astronomie.[réf. nécessaire]
L'abbé de Cluny, Pierre le Vénérable, poussa alors Herman à traduire et écrire sur la vie et l'œuvre de Mahomet (De generatione Mahumet. Doctrina Mahumet). Il travailla ainsi avec Robert de Ketton à traduire le Coran (Lex Mahumet pseudoprophete). Ce travail de la traduction du Coran et d'autres textes islamiques est connu sous le nom de Corpus de Tolède. En 1140 il traduit l'Introductorium maius d'Albumasar, célèbre ouvrage d'astrologie.
Il passa dans le royaume du León en 1141, puis à Toulouse (où il traduit de l'arabe le Planisphère de Ptolémée), ensuite à Béziers où vivait alors une communauté arabe, où il écrit son De essentiis.
Il mourut après 1160.

## LeCorpus de Tolède
Le Corpus toledanum ou Collectio toledana (1re éd. 1543) est une collection de traductions en latin de textes islamiques par une commission de traducteurs réunie par Pierre le Vénérable en 1142 ou 1141.
La commission comprend Herman le Dalmate, Robert de Ketton, Pierre de Tolède, Pierre de Poitiers (secrétaire de Pierre le Vénérable), un musulman nommé Mahomet.
La collection comprend :
- le Coran, intitulé Lex Sarracenorum (Loi des Sarrasins), et, selon bien des sources, ce fut Robert de Ketton le principal traducteur, en latin ;
- Fabulæ Sarracenorum, trad. par Robert de Ketton : la Création, Mahomet, les patriarches et prophètes musulmans, les sept califes ;
- Liber generationis Mahumet (Kitab nasab Rasul Allah, de Sa'id ibn 'Umar), trad. par Herman le Dalmate : la « lumière prophétique », d'Adam jusqu'à Mahomet ;
- Doctrina Mahumet (de Mas'il 'Abdallah ibn-Salam), trad. par Herman le Dalmate : rencontre de Mahomet avec quatre juifs posant cent questions sur le judaïsme ;
- Epistola Sarraceni et Rescriptum christiani, trad. du Risala de al-Kindi, par Pierre de Tolède et Pierre de Poitiers.

Cette traduction du Coran quoique imparfaite, fut utilisée sous forme manuscrite jusqu'au XVIe siècle avant d'être imprimée, en 1543 à Bâle, par Théodore Bibliander dans une édition qui mentionne les traités sur l'islam traduits par Herman le Dalmate, avec une préface de Martin Luther.

## Travaux sur l'astronomie
Hermann reprend ensuite ses activités d'enseignant et, à Toulouse en 1143, traduit le Planisphère de Ptolémée, traité d'astronomie connu des Arabes sous le nom d'Almageste dédié à Thierry de Chartres, avec les Commentaires de Maslama al-Mayriti qui étudia à Cordoue au Xe siècle. La même année, il rédige, à Béziers, le De essentiis, traité astrologique et cosmologique qui synthétise la philosophie de Platon (acquise grâce à Thierry de Chartres) avec Aristote (catégories causa, motus, spatium, tempus, habitudo) et l'hermétisme arabe. Hermann fit une traduction des tables astronomiques d'Al-Khawarizmi. Il étudia aussi les écrits de Sahl ibn Bishr (en), astronome juif, le livre sixième d'un traité de prophéties et divinations sur le mouvement des planètes et des comètes (Zælis fatidica).
Herman a traduit de l'arabe vers le latin une vingtaine d'œuvres dont L'Introduction générale à l'astronomie d'Albumasar,, Les Éléments d'Euclide et le Planisphère de Ptolémée. Il devient auteur d'œuvres telles Des substances, le Livre sur les précipitations et De l'astrolabe. Les traductions de Herman furent publiées très souvent sous le titre : Liber introductorius in astronomiam Albumasaris, Abalachii (Augusta Vindelicorum, Augsburg 1489 Venise 1495 et 1506). Une grande partie de ses traductions furent recopiées dans le livre de Roger de Hereford, Astronomical Judgements. L’auteur (ou plutôt le compilateur) médiéval Georgius Zothorus Zaparus Fendulus également constitua son Liber astrologiae (Liber Abumazarus) à partir d’extraits substantiels de la traduction effectuée par Herman de Carinthie.
Herman le Dalmate a contribué par ses travaux à une plus grande connaissance et une meilleure compréhension du monde arabo-musulman chez les intellectuels occidentaux. « Dans sa traduction de la Grande introduction à la science astronomique d'Albumasar (787-886), son interprétation de la dénomination de la constellation de la Vierge, reprise dans le Roman de la Rose, contribua à l'instauration de la fête chrétienne de l'Assomption. »
Richard de Fournival indique que la première bibliothèque d'Europe comprenait quatre ouvrages d'Herman le Dalmate.

## Attributions
D'autres œuvres sont attribuées à Herman Dalmatin :
- Météorologie : Liber imbrium (sur les précipitations, en termes de prédictions astrologiques) (1140 à 1141) ;
- Astrologie : De indagatione cordis (après 1140). Dans cet ouvrage (De indagatione cordis) étaient mentionnés les noms et travaux des scientifiques que Herman connaissait : Abu Mas'har (Albumasar, 787-886), Sahl ibn Bishr, Aomar Tiberia, Abu al-Kindi (801-873), l'astrologue juif du VIIIe siècle : Al Batrig Mashallah (Messahalla), Hermes, et Dorotheos of Sidon[7] ;
- Mathématiques : De mensura, De utilitatibus astrolabii, De compositione et usu astrolabii (avant 1143). Il fut sûrement intéressé par l'astrolabe.

Albert Le Grand (s'il en est l'auteur) se réfère à Herman le Dalmate dans Speculum astronomiæ (1260).

## Philosophie
"Dans le De essentiis Hermann décrit, dans un style fort fleuri, la formation de l'univers et ses causes. Dieu (causa primordialis) crée trois principes : la forme, la matière et la cause efficiente. L'auteur expose ensuite le rôle des causes secondes, parmi lesquelles la Nature occupe une place de premier plan. Conçue comme le principe de continuité et d'ordre du monde physique, la Nature engendre et préserve les êtres sensibles et elle est, précisément, causa secundaria par rapport à Dieu, la cause première. Les planètes et les étoiles déterminent les mouvements dans la partie inférieure de l'univers, qui est le lieu de la génération et de la corruption, de l'action et de la passion" (Irène Caiazzo, in Dictionnaire du Moyen Âge, PUF, 2002, p. 671).

### Œuvres de Hermann le Dalmate
- De indagatione cordis (L'investigation du cœur) (après 1140), éd. par Sheila Low-Beer, The Liber imbrium, The Fatidica and the De indagatione Cordis, thèse, University of New York, 1979. Sur les interrogations en astrologie.
- De essentiis (Traité des essences) (1143), éd. par Charles Burnett, Leyde, Brill, 1982 : Hermann of Carinthia De essentiis. A Critical Edition with Translation and Commentary.
- De generatione Mahumet. Doctrina Mahumet, Bâle, 1543.
- Traduction de l'Introductorium maius (Liber introductorii maioris ad scientiam judiciorum astrorum) d'Albumasar (1140), éd. par R. Lemay, Naples, Istituto universitario orientale, 1996.
- Traduction de l'Introduction à l'Astronomie d'Albumasar (1140) Introductorium in astronomiam Albumasaris Abalachi publiée par Erhard Ratdolt (Augsburg, 1489) : https://gallica.bnf.fr/ark:/12148/bpt6k596104

### Études sur Hermann le Dalmate
- A.-J. Clerval, 1891, Hermann le Dalmate et les premières traductions latines des traités arabes d'astronomie au Moyen Âge. Paris, Picard.
- Charles Burnett, « Hermann of Carinthia », dans P. Dronke (dir.), History of Twelfth-century Western Philosophy, Cambridge University Press, 1988, p. 386-406.
- F. Sanjek, « Herman le Dalmate (v. 1110-apr. 26-II-1154) et la connaissance de l'Islam dans l'occident médiéval », Revue d'histoire ecclésiastique, 1993, vol. 88, no 2, p. 492-501, Université catholique de Louvain, Louvain, Belgique, (1900.
- Alojz Cubelic, Herman dalmatin i intelektualni preporod zapadu u 12. Stocjeću = Hermann the dalmatian and intellectual revival of the west in the twelfth century, 2006, vol. 30, no 57, p. 1-30. Hongrois, serbo-croate (latin) Krscanska sadasnjost, Zagreb, Croatie, 1977.
- Zarko Dadic, Herman of Dalmatia, Skolska knjiga, Zagreb, 212 p., Édition bilingue croate anglais et Hermann the Dalmatian as Astronomer.
- Zarko Dadic, Journal: Hvar Observatory, Bulletin, vol. 19, no 1, p. 39-53.